# The Cavern Club
Koordinaten: 53° 24′ N, 2° 59′ W

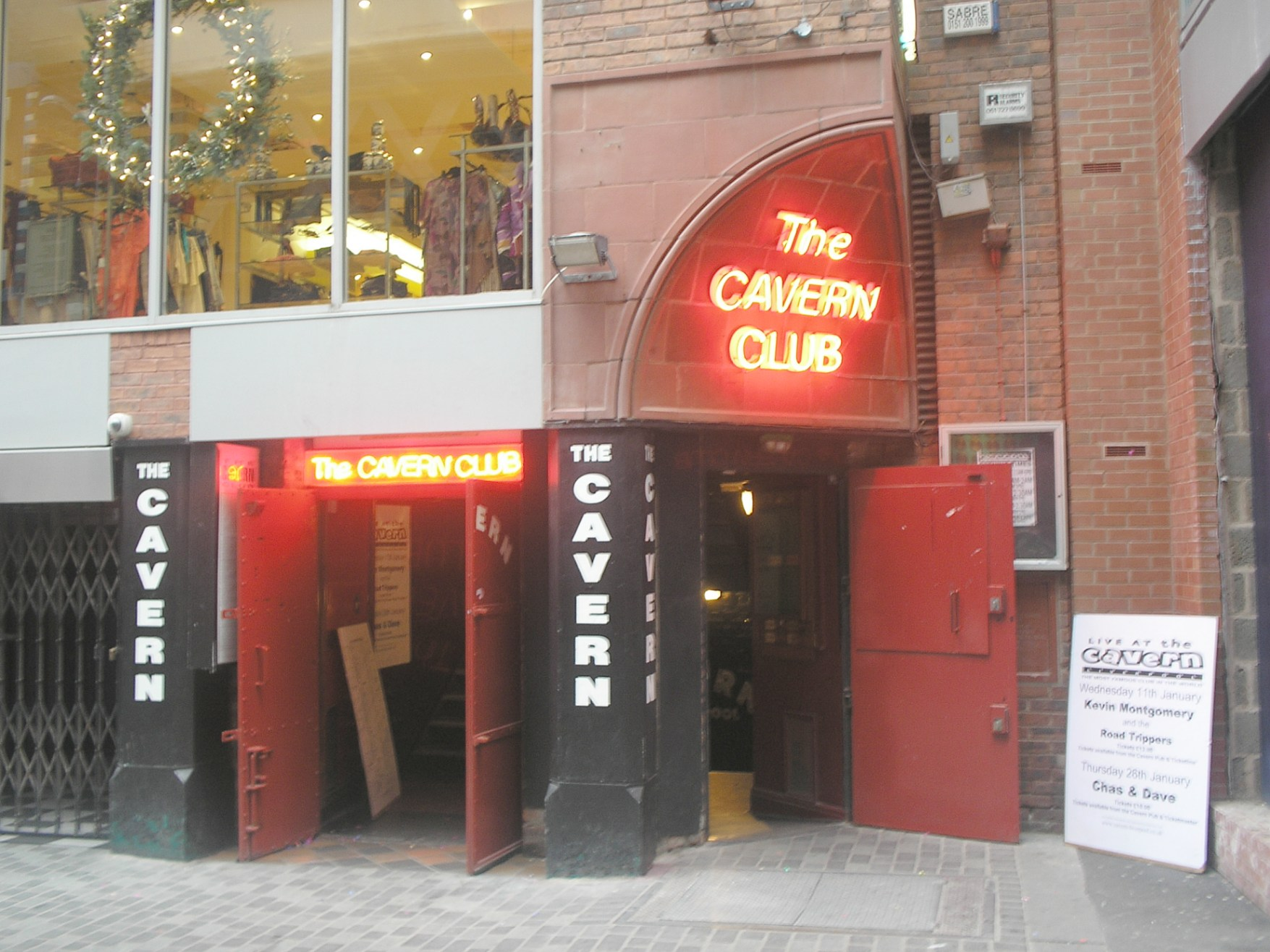
Außenansicht des Cavern Clubs, Januar 2006

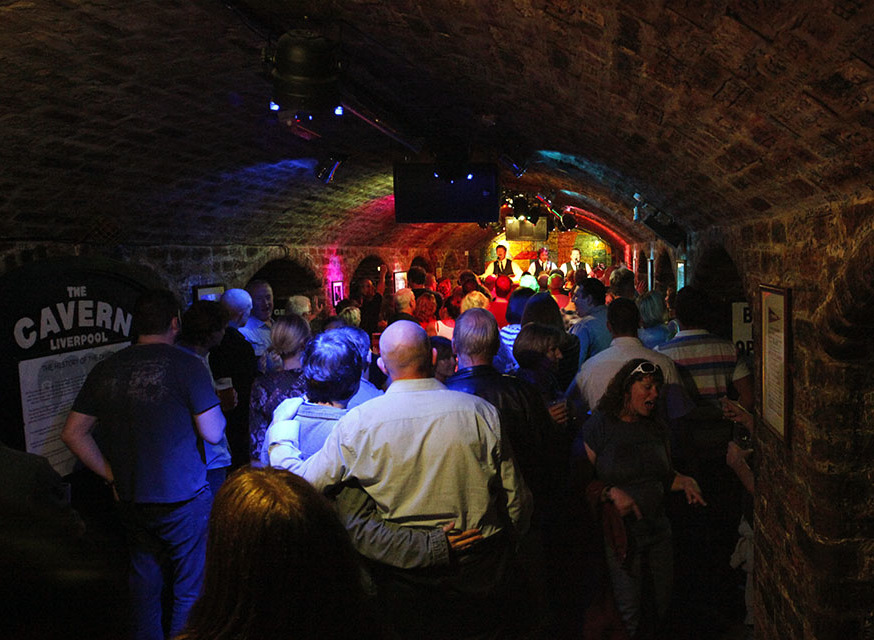
Innenansicht des Cavern Clubs, August 2010

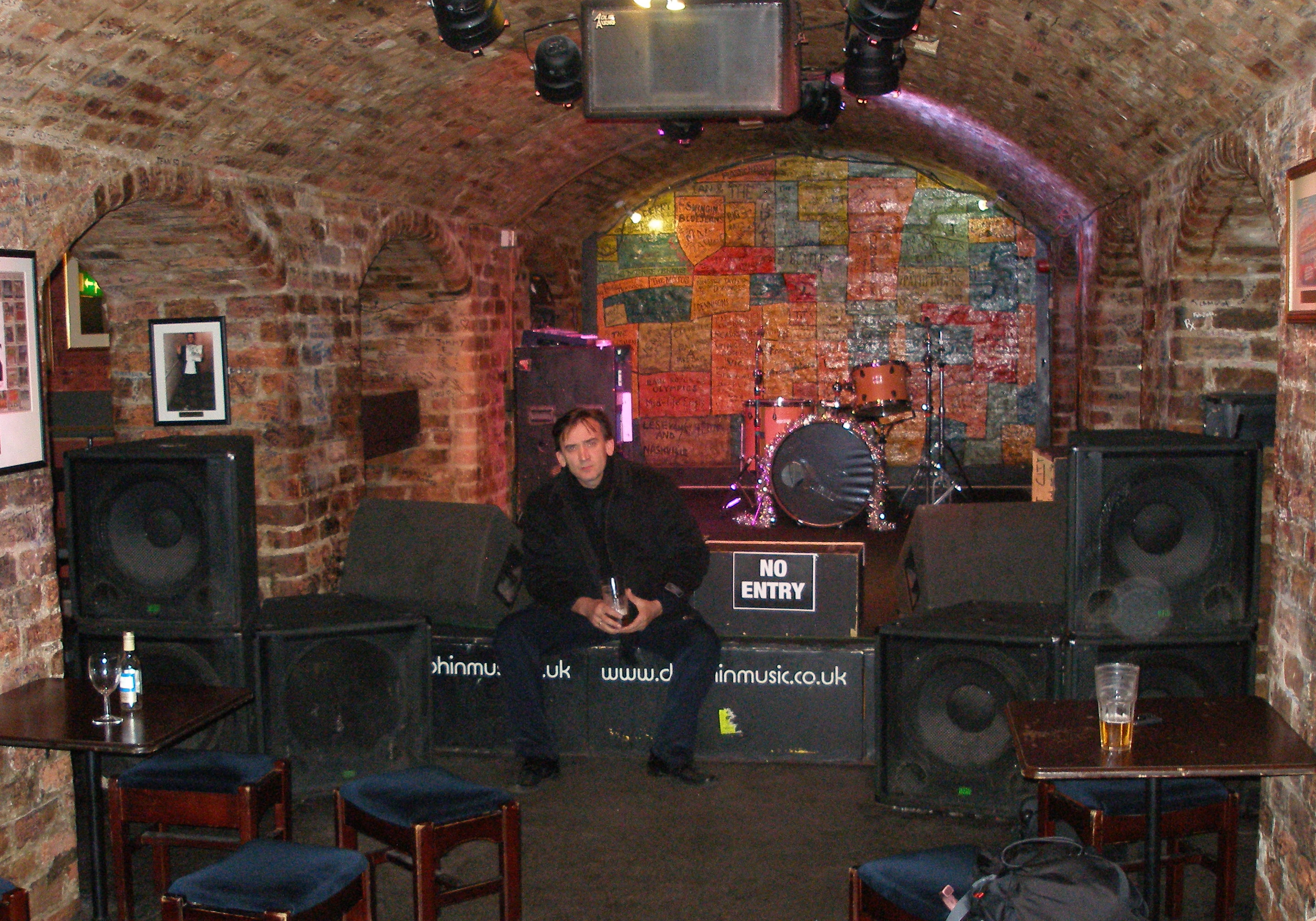
Bühne mit PA-Anlage

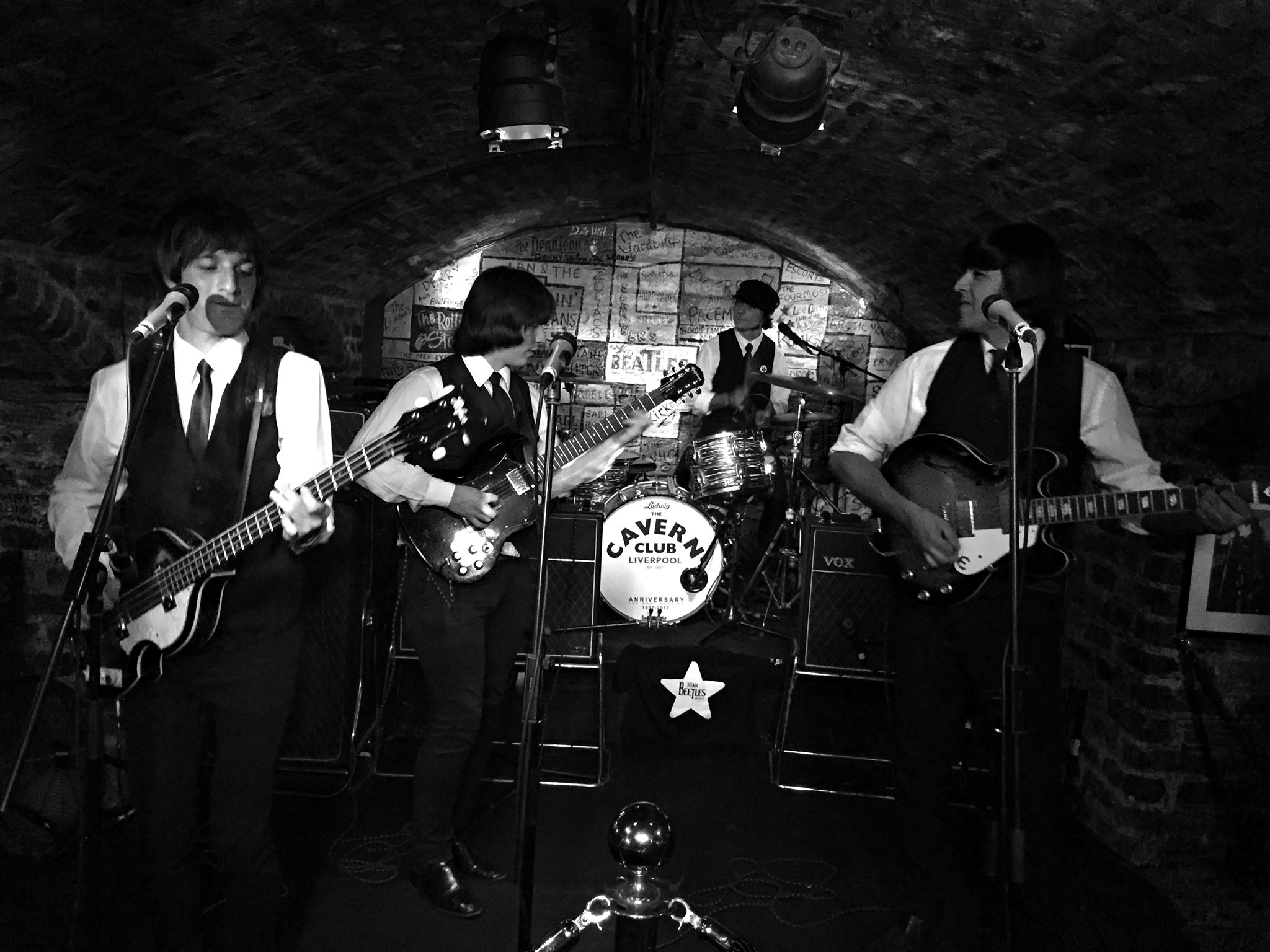
Bühne des Cavern Clubs, 2020

The Cavern Club (ursprünglich The Cavern – von englisch cavern „Höhle“; kurz auch Cavern Club bzw. Cavern), eröffnet am 16. Januar 1957, ist ein legendärer Rock-’n’-Roll-Club in Liverpool, der 1973 geschlossen und 1984 an anderer Stelle wiedereröffnet wurde. Im ursprünglichen Club in der Mathew Street Nummer 10 trafen 1961 Brian Epstein und die Band The Beatles zusammen.
Alan Sytner gründete den Club, nachdem er in Paris Jazzkeller gesehen hatte. Das Cavern entstand nach dem Vorbild des Pariser Le Caveau de la Huchette. Zunächst ein Jazzclub, wurde das Cavern bald die Heimat der Skiffle-Bands. 1959 verkaufte Sytner den Club an Ray McFall, da er nach London zog.
Anfang der 1960er Jahre traten Bluesbands und Beatgruppen im Cavern auf. Die erste Beat-Nacht fand am 25. Mai 1960 statt, mit Rory Storm & the Hurricanes, bei denen Ringo Starr am Schlagzeug saß. Cilla Black arbeitete an der Garderobe.

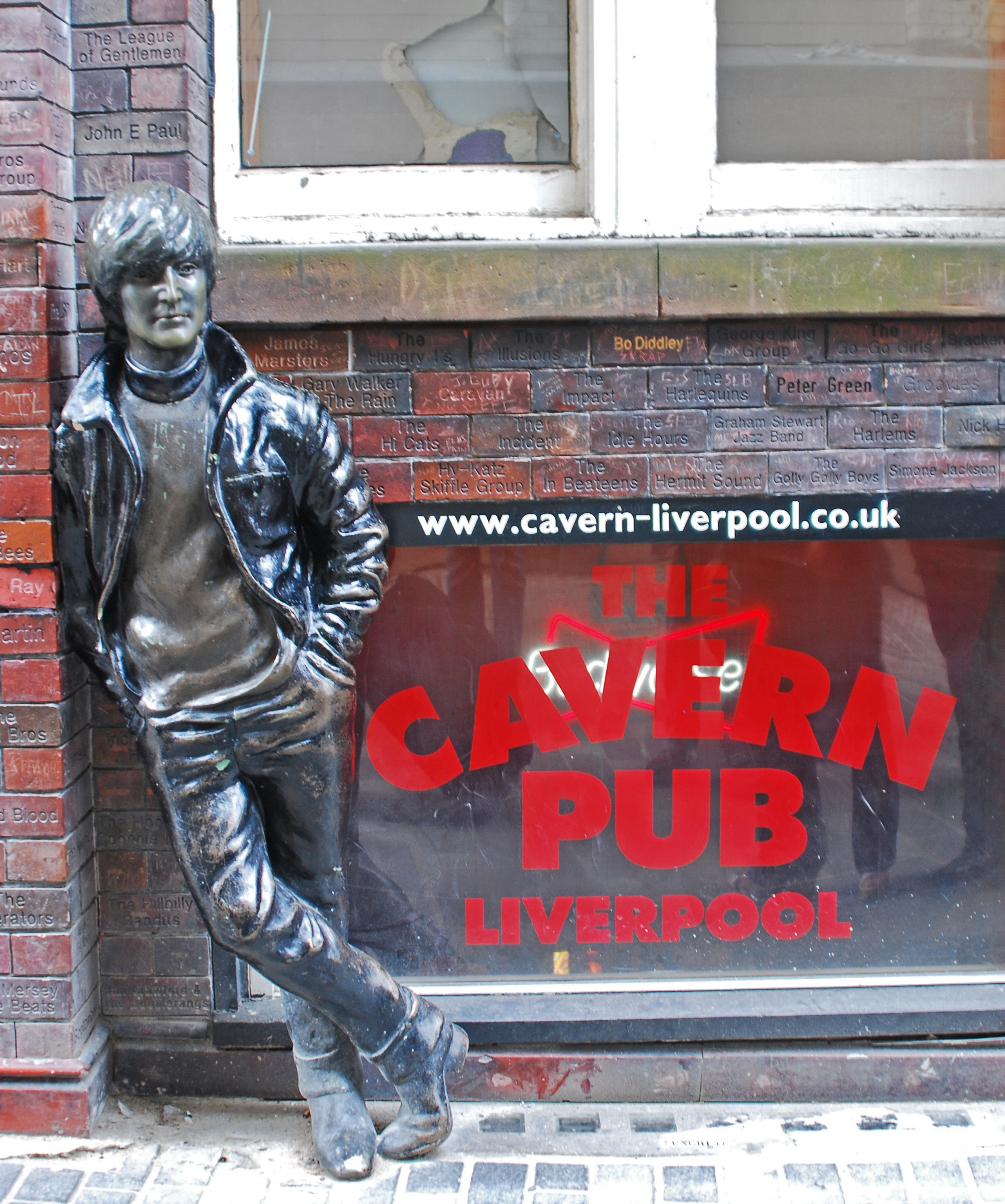
Statue von John Lennon gegenüber vom Club

Am 9. Februar 1961 hatten die Beatles mittags ihren ersten Auftritt im Cavern Club, nachdem sie aus Hamburg zurückgekehrt waren. Am 21. März hatten sie am Abend Premiere. Zwischen 1961 und 1963 traten die Beatles 292 Mal im Cavern auf. In den folgenden Jahren gaben viele bekannte Bands und Interpreten Konzerte im Club, darunter The Rolling Stones, The Kinks, The Who, The Yardbirds, Elton John und John Lee Hooker.
Im März 1973 wurde der Cavern Club jedoch geschlossen. Beim Bau der Merseyrail wurde das Gebäude schließlich abgerissen.
Joe Davey baute den Club neu auf, der im April 1984 wenige Meter vom alten Keller des ehemaligen Clubs entfernt, die Pforten öffnete. Einige der Steine des originalen Cavern Club wurden im neuen Club verwendet, der dem Vorbild möglichst ähnlich sehen sollte.
Am 4. Dezember 1999 stellte Paul McCartney im neuen Cavern Club sein Album Run Devil Run vor. Bei dem Konzert wirkte als Gitarrist auch David „Dave“ Gilmour mit.